# (795) Fini
Pour les articles homonymes, voir Fini.
(795) Fini est un astéroïde de la ceinture principale découvert le 26 septembre 1914 par l'astronome autrichien Johann Palisa.
Sa désignation provisoire était 1914 VE.

## Nom
Fini est un diminutif autrichien pour Joséphine, mais la personne concernée est inconnue.